# Makes me happy
«Makes me happy» (en español: Me hace feliz) es el segundo sencillo del segundo álbum de estudio del cantante de música pop rock, Drake Bell. Fue lanzada el 6 de junio de 2007 por Universal Records.
En la película Drake y Josh el carácter ficticio de Drake en el espectáculo consiguió un trato de registro y repetidamente tocaba la canción "Makes Me Happy" en todas partes de la película. La primera vez que él tocó esto, la canción corta sin el final. También la lírica era muy diferente, casi la mitad de la canción fue diferente la lírica.
- Datos: Q1855145